# Fleabag
Fleabag je britanska tragikomična televizijska serija koju je stvorila i napisala Phoebe Waller-Bridge, a temelji se na njezinoj monodrami premijerno izvedenoj 2013. godine. Izvorno su je producirali Two Brothers Pictures za digitalni kanal BBC Three u sporazumu o koprodukciji s Amazon Studios. Waller-Bridge glumi naslovnu Fleabag, slobodoumnu i seksualno aktivnu, ali bijesnu i zbunjenu mladu ženu u Londonu. Glavni lik često razbija četvrti zid kako bi publici pružio objašnjenja, iznio unutarnje monologe i komentirao ono što joj se upravo događa.

Serija je premijerno prikazana 21. srpnja 2016., a drugu i posljednju sezonu zaključila je 8. travnja 2019. Kritičari su je naširoko ishvalili, posebno zbog scenarija, glume i jedinstvenosti i osobnosti naslovnog lika. Waller-Bridge osvojila je nagradu Britanske akademije za najbolju žensku komediju za prvu sezonu. Druga sezona dobila je 11 nominacija za Primetime Emmy i osvojila šest, a Waller-Bridge je osvojila za najbolju humorističnu seriju, najbolju glavnu glumicu i najbolji scenarij za humorističnu seriju; dodatne glumačke nominacije primili su Clifford, Colman i gostujuće zvijezde Fiona Shaw i Kristin Scott Thomas. Serija je dobila nagradu Zlatni globus za najbolju televizijsku seriju i najbolju glumicu za Waller-Bridge, te nominaciju za Scotta.

## Pozadina
Serija je adaptacija istoimene monodrame Waller-Bridgea s edinburškog festivala Fringe iz 2013. godine koja je osvojila Fringe First Award. Početna ideja o liku Fleabag potekla je od izazova prijatelja, kad je Waller-Bridge dobila zadatak osmisliti skeč za desetominutni nastup u sklopu noći stand-up pripovijedanja.

## Uloge i likovi

### Glavni
- Phoebe Waller-Bridge kao Fleabag (iako nikad nije navedena u scenariju)
- Sian Clifford kao Claire, Fleabagina sestra
- Andrew Scott kao svećenik, u kojeg se Fleabag zaljubljuje (sezona 2)

### Sporedni
- Olivia Colman kao kuma Fleabag i Claire, koja je vezu s ocem započela nedugo nakon majčine smrti, a na kraju postala i pomajka
- Bill Paterson kao otac Fleabag i Claire
- Brett Gelman kao Martin, Clairein suprug
- Hugh Skinner kao Harry, Fleabagin bivši dečko
- Hugh Dennis kao direktor banke, Fleabag mu se obrati za posudbu
- Ben Aldridge kao Arsehole Guy, jedan od ljubavnih interesa Fleabag
- Jenny Rainsford kao Boo, Fleabagina pokojna najbolja prijateljica i poslovna partnerica
- Angus Imrie kao Jake, Martinov tinejdžerski sin i Clairein posinak

## Recepcija
| Niz | Niz | Rotten Tomatoes     | Metacritic        |
| --- | --- | ------------------- | ----------------- |
|     | 1   | 100% (40 recenzija) | 88 (19 recenzija) |
|     | 2   | 100% (95 recenzija) | 96 (21 recenzija) |

Obje sezone Fleabag dobile su široko priznanje televizijskih kritičara. Na internetskoj stranici za prikupljanje recenzija Rotten Tomatoes obje su sezone dobile 100% odobrenja kritičara. Prva sezona dobila je prosječnu ocjenu 8,5/10, na temelju 40 recenzija, uz kritički konsenzus: "Pametna i bolno smiješna, Fleabag je dirljiva, divlje inventivna komedija o složenoj mladoj ženi koja se provlači kroz posljedice traume." Druga sezona dobila je prosječnu ocjenu 9,32/10, temeljenu na 95 recenzija, uz kritički konsenzus: "Fleabag skače u živahnu drugu sezonu koja zadržava mahnitu pamet i nježno srce prethodne sezone, prepune neumorne karizme Phoebe Waller-Bridge". Na Metacriticu, prva sezona dobila je ponderiranu prosječnu ocjenu 88 od 100, temeljenu na 19 kritičara, dok je druga sezona dobila ocjenu 96, temeljenu na 21 kritičaru, što znači "univerzalno priznanje".
Emily Nussbaum iz časopisa The New Yorker opisala je prvu sezonu kao "precizan crnohumorni mehanizam, uvrnutu i dirljivu priču o postojanju jedne singl žene." Maureen Ryan iz Varietyja nazvala je seriju "jezivo smiješnom", zaključivši da "dugo nakon što vas je privukla svojom nepristojnošću i šalama o seksu i zavela vas oštrom duhovitošću i neuredno ljudskim likovima, otkriva da je zapravo tragedija". Hank Stuever iz The Washington Posta okarakterizirao ju je kao "smiješnu, vrlo profanu, ali iznenađujuće potresnu dramu". Mike Hale u The New York Timesu pohvalio je emisiju zbog "nemirne, gotovo divlje energije i stava "šamar u lice". Mary McNamara iz Los Angeles Timesa pohvalila je njezinu nepredvidljivost, glumu i "bistro oko istine koja često, poput svake dobre komedije, postane prilično poražavajuća".
Serena Davies iz The Daily Telegrapha pohvalila je drugu sezonu kao "gotovo savršeno umjetničko djelo". Mary Elizabeth Williams iz Salona pohvalila je njezinu "briljantnu labuđu pjesmu", smatrajući zaključak serije zadovoljavajućim i "zarađenim". Za Rolling Stone Alan Sepinwall napisao je da "tragikomično remek-djelo doseže nove visine u svom drugom izdanju". James Poniewozik iz The New York Timesa napisao je da se "nova sezona osjeća odmah samouvjereno". Hannah Jane Parkinson iz The Guardiana zaključak je opisala kao "najefikasniji i najrazorniji TV u godinama".
Prema Metacriticovom skupnom popisu s kraja desetljeća, Fleabag je bila drugoplasirana emisija 2010.-ih. 2019. godine zauzela je 8. mjesto na listi Guardianovih 100 najboljih TV emisija 21. stoljeća.
Bivši američki predsjednik Barack Obama drugu je sezonu Fleabag imenovao među svoje omiljene filmove i televizijske serije iz 2019. U svoj godišnji popis, koji je objavio na Twitteru 29. prosinca 2019., dodao je mali dodatak s naslovom, "i brzi popis TV emisija koje sam smatrao snažnim poput filmova: Fleabag: Season 2, Unbelievable i Watchmen" .